# János Csatlós
János Csatlós, född 16 maj 1920 i Rákosszentmihály, Budapest, Ungern, död 27 april 1993 i Österhaninge, var en ungersk-svensk lärare och översättare. Under 1950-talets första hälft översatte han böcker från franska till ungerska, från mitten av 1960-talet och fram översatte han från ungerska till svenska och från 1977 och fram översatte han från svenska till ungerska.

## Biografi
Csatlós bedrev studier i franska, tyska och latin i Budapest t.o.m. 1943. Mellan 1948 och 1956 var han verksam som lärare och som översättare och redaktör vid Budapestförlaget Európa Kiadó, specialiserat på utländsk skönlitteratur. Csatlós kom som flykting till Sverige 1956 och tog i Sverige studentexamen och fortsatte sina universitetsstudier i franska och latin. Från 1964 och fram till pensioneringen 1985 undervisade han i latin, tyska och franska vid Fredrika Bremergymnasiet i Handen.

## Översättningar (till svenska)
- [Åtta översättningar]. I antologin Moderna ungerska berättare: en antologi (sammanställd av Géza Thinsz och János Csatlós, Norstedts, 1966)
- Magda Szabó: Rådjuret (Az őz) (Gebers, 1967)
- Magda Szabó: I all oskuld (Pilátus) (Gebers, 1968)
- Bagge Ussing: Ungerska utan språkstudier: parlör (översatt och bearbetad efter den danska upplagan av János Csatlós) (Läromedelsförlaget, 1968)
- Magda Szabó: 1 Mos. 22 (Mózes egy, huszonkettő) (Gebers, 1969)
- Ferenc Juhász: Kärleken till världsalltet (Coeckelberghs, 1976)
- Lajos Kassák: Hästen dör, fåglarna flyger ut (i tolkning av Gunnar Harding, översättningen granskad av János Csatlós) (FIB:s lyrikklubb, 1979)
- Gyula Illyés: Ögon skrämda men trotsiga: valda dikter (Bonniers, 1981)
- László Nagy: Den gröna ängeln: dikter (tolkningar av Folke Isaksson och Béla Jávorszky, under medverkan av János Csatlós) (Bonniers, 1986)
- Péter Esterházy: Hjärtats hjälpverb : inledning i skönlitteratur (A szív segédigéi) (Norstedts, 1988)
- Sándor Csoóri: Med en grön kvist i min hand: dikter ( tolkningar av Folke Isaksson och Béla Jávorszky under medverkan av János Csatlós) (Bonniers, 1990)

## Översättningar (till ungerska)
- Jules Verne: Nyolcvan nap alatt a föld körül (Le tour du monde en quatre-vingts jours) (Móra Ferenc, 1957)
- Alexandre Dumas den äldre: A három testőr: regény (Les trois mousquetaires) (Szépirodalmi könyvkiadó, 1957)
- Szédítő táj: tizenegy Svéd költő (válogatta Thinsz Géza, ford. [översättning] Csatlós János [m.fl.]) (Európa, 1974) [antologi med svensk poesi]
- Megzavart nyugalom: svéd elbeszélők (válogatta, fordította, az utószót és a jegyzeteket írta Csatlós János) (Európa, 1977)
- Sven Delblanc: Heréltek: romantikus elbeszélés (Kastrater) (1977)
- Artur Lundkvist: Az ég akarata (Himlens vilja) (1978)
- Eyvind Johnson: Kegyes urunk, Carolus (Hans nådes tid) (Európa, 1978)
- Sven Delblanc: Kirándulások (Gunnar Emmanuel) (Európa, 1980)
- Sara Lidman: Hallja a te szolgád (Din tjänare hör) (Európa, 1983)
- Sven Delblanc: Speranza: jelenkori történet (Speranza) (Európa, 1983)
- Karl Vennberg: Utolsó jelentés sziszifuszról (fordította Csatlós János [m.fl.]) (Európa, 1986)
- Lars Gustafsson: Egy méhész halála (En biodlares död) (Európa, 1986)
- Sven Delblanc: Primavera: müvészi elbeszélés (Primavera) (Európa, 1986)
- Sven Delblanc: Jeruzsálem éjszakája (Jerusalems natt) (Európa, 1986)
- Torgny Lindgren: Bethsabé (Bat Seba) (Európa, 1989)

## Priser och utmärkelser
- 1976 – Svenska Akademiens tolkningspris
- 1980 – Samfundet De Nios översättarpris
- 1992 – Stiftelsen Natur & Kulturs översättarpris